# 泛昔洛韦
泛昔洛韦（Famciclovir）是第二代开环核苷类抗病毒药，主要用于疱疹病毒感染，尤其是带状疱疹。泛昔洛韦为喷昔洛韦前药，在肠壁和肝脏经酶转化为喷昔洛韦。

## 临床应用
泛昔洛韦常用于带状疱疹治疗，一般为口服片剂，给药1天3次，疗程7天。治疗生殖器疱疹时，一天给药2次，疗程5天。

## 副作用
呕吐、头痛、发烧